# Cheumatopsyche pulchripennis
Cheumatopsyche pulchripennis är en nattsländeart som först beskrevs av Banks 1939.  Cheumatopsyche pulchripennis ingår i släktet Cheumatopsyche och familjen ryssjenattsländor. Inga underarter finns listade i Catalogue of Life.